# Alfalinolensyre
 Ikke at forveksle med Linolsyre.
Alfalinolensyre (α-linolensyre, ALA, ofte blot linolensyre) er en flerumættet omega-3 fedtsyre. Den findes i mange planteolier og er meget vigtig for menneskets ernæring.

## Kemi
ALA's molekylformel er C18H30O2 og molmassen er 278.43 g/mol. Kemisk set er ALA en carboxylsyre med en 18 kulstofatomer lang kæde. Kæden indeholder tre dobbeltbindinger, den første sidder på det tredje kulstofatom fra omega-enden. ALA er en isomer af gammalinolensyre som er en omega-6-fedtsyre.
Ved reduktion af alfalinolensyre fås linolenylalkohol.

## Ernæringskilder
Frøolier er rige på alfalinolensyre, specielt frøene fra raps, soja, valnødder, hør, perilla og hamp.
Alfalinolensyre fås også fra grønne blades thylakoidmembraner (de membraner som er ansvarlige for fotosyntese).  Grønne planter, og dyr der spiser dem, er derfor ofte en god kilde til ALA. 
| Almindeligt navn | Alternativt navn   | Systematisk navn        | % ALA gnsn. værdi | ref.  |
| ---------------- | ------------------ | ----------------------- | ----------------- | ----- |
| Chiafrø          | -                  | Salvia hispanica        | 64%               | [ 2 ] |
| Kiwi             | Chinese gooseberry | Actinidia chinensis     | 62%               | [ 2 ] |
| Perilla          | Shiso              | Perilla frutescens      | 58%               | [ 2 ] |
| Hør              | Hørfrø             | Linum usitatissimum     | 55%               | [ 2 ] |
| Tyttebær         | -                  | Vaccinium vitis-idaea   | 49%               | [ 2 ] |
| Portulak         | -                  | Portulaca oleracea      | 35%               | [ 2 ] |
| Havtorn          | -                  | Hippophae rhamnoides L. | 32%               | [ 3 ] |
| Hamp             | Cannabis           | Cannabis sativa         | 20%               | [ 2 ] |
| Rapsolie         | Raps               | Brassica napus          | 10%               | [ 4 ] |
| Sojabønne        | Soja               | Glycine max             | 8%                | [ 4 ] |

## Rolle i ernæring og sundhed
Alfalinolensyre er en af de essentielle fedtsyrer, der kaldes omega-3-fedtsyrer, den er en nødvendig bestanddel af pattedyrs ernæring. De fleste frø og frøolier indeholder en større koncentration af omega-6-fedtsyren linolsyre, som også er en essentiel fedtsyre. Alfalinolensyre og linolsyre konkurrerer om pladser i cellemembranerne og har forskellig indflydelse på menneskets sundhed.
Der er fundet beviser for, at ALA har en gavnlig indflydelse mod hjerte-kar-sygdomme.
Men virkningsmekanismen er stadig ikke forstået: Kroppen omdanner ALA til fedtsyrerne eicosapentaensyre (EPA) og docosahexaensyre (DHA), og det er endnu ikke klart, om beskyttelsen mod arytmi skyldes ALA selv eller et af disse stofskifteprodukter. Nogle studier forbinder ALA med prostatakræft og macular degeneration,
således at af de der ikke fik ALA, var der 70% større risiko for at udvikle kræft. Forskning tyder også på, at ALA har en gavnlig indflydelse på hjernen, og beskytter mod iskæmi og epilepsi. 

### Linolensyre og transfedtsyrer
Ved delvis hydrogenering danner alle umættede fedtsyrer transfedtsyrer. I USA er sojabønner den største kilde til madolier, og 40 % af sojaolien udsættes for en delvis hydrogenering.
ALA oxideres nemt, hvilket er en af grundene til, at sojaolie hydrogeneres. Forsøg på at mindske transfedtsyrer i kosten har ført til udvikling af sojabønner med et lavere indhold af linolensyrer. Disse bønner indeholder således en mere stabil olie, som ikke behøver så meget hydrogenering, og derfor har resulteret i et transfedtsyrefrit alternativ til f.eks. fritureolie.